# Route d’Occitanie
Route d’Occitanie, dawniej Route du Sud – wieloetapowy wyścig kolarski rozgrywany we Francji. Od 2005 należy do cyklu UCI Europe Tour i posiada kategorię 2.1. Rozgrywany jest w czerwcu każdego roku.
Rekordzistą pod względem zwycięstw w klasyfikacji generalnej jest Francuz Gilbert Duclos-Lassalle, który odniósł trzy triumfy.
Dwukrotnie wyścig wygrywali polscy kolarze. W 2000 zwyciężył Tomasz Brożyna, a w 2009 Przemysław Niemiec. Ten ostatni ma na swoim koncie także trzy wygrane etapy w wyścigu (2006, 2008, 2009).

## Lista zwycięzców
| Rok  | Pierwsze                  | Drugie                   | Trzecie                  |          |
| ---- | ------------------------- | ------------------------ | ------------------------ | -------- |
| 1977 | Jacques Esclassan         | Bernard Hinault          | Jean-Pierre Danguillaume |          |
| 1978 | Pierre-Raymond Villemiane | Roger Legeay             | Dominique Sanders        |          |
| 1979 | Yvon Bertin               | Jacques Bossis           | Bernard Hinault          |          |
| 1980 | Gilbert Duclos-Lassalle   | Patrick Bonnet           | Patrick Friou            |          |
| 1981 | Jean-René Bernaudeau      | Marc Madiot              | Greg LeMond              |          |
| 1982 | Francesco Moser           | Jean-René Bernaudeau     | Michel Laurent           |          |
| 1983 | Gilbert Duclos-Lassalle   | Charly Mottet            | Stephen Roche            |          |
| 1984 | Pascal Simon              | Michel Laurent           | Edgar Corredor           |          |
| 1985 | Stephen Roche             | Laurent Fignon           | Frédéric Vichot          |          |
| 1986 | Niki Rüttimann            | Charly Mottet            | Claude Criquielion       |          |
| 1987 | Régis Clère               | Éric Boyer               | Yvon Madiot              |          |
| 1988 | Ronan Pensec              | Gilbert Duclos-Lassalle  | Robert Millar            |          |
| 1989 | Gilbert Duclos-Lassalle   | Éric Boyer               | Jesús Montoya            |          |
| 1990 | Yves Bonnamour            | Frédéric Vichot          | Luc Suykerbuyk           |          |
| 1991 | Laurent Dufaux            | Philippe Louviot         | Carlos Galarreta         |          |
| 1992 | Artūras Kasputis          | Fabian Jeker             | Laurent Biondi           |          |
| 1993 | Éric Boyer                | Laurent Brochard         | Eric Van Lancker         |          |
| 1994 | Álvaro Mejía              | Richard Virenque         | Charly Mottet            |          |
| 1995 | Laurent Dufaux            | Carmelo Miranda González | Laurent Madouas          |          |
| 1996 | Laurent Jalabert          | Giuseppe Guerini         | Joona Laukka             |          |
| 1997 | Patrick Jonker            | Massimo Donati           | François Simon           |          |
| 1998 | Armand de Las Cuevas      | Michael Boogerd          | Santiago Blanco          |          |
| 1999 | Jonathan Vaughters        | Patrick Jonker           | Mario Aerts              |          |
| 2000 | Tomasz Brożyna            | Francisco Mancebo        | Patrice Halgand          |          |
| 2001 | Andriej Kiwilew           | Jens Voigt               | Raimondas Rumšas         |          |
| 2002 | Levi Leipheimer           | Aitor Kintana Zárate     | Andriej Kiwilew          |          |
| 2003 | Michael Rogers            | Pietro Caucchioli        | Nicolas Vogondy          |          |
| 2004 | Bradley McGee             | Sandy Casar              | Torsten Hiekmann         |          |
| 2005 | Sandy Casar               | Przemysław Niemiec       | Benoît Salmon            |          |
| 2006 | Thomas Voeckler           | Pierrick Fédrigo         | Julien Mazet             |          |
| 2007 | Óscar Sevilla             | Massimo Giunti           | Markus Eibegger          |          |
| 2008 | Daniel Martin             | Christophe Moreau        | Luca Pierfelici          |          |
| 2009 | Przemysław Niemiec        | Julien Loubet            | Giampaolo Caruso         |          |
| 2010 | David Moncoutié           | Alexandre Geniez         | Fortunato Baliani        |          |
| 2011 | Wasil Kiryjenka           | Davide Rebellin          | Peter Kennaugh           |          |
| 2012 | Nairo Quintana            | Hubert Dupont            | Anthony Charteau         |          |
| 2013 | Thomas Voeckler           | Franco Pellizotti        | John Gadret              |          |
| 2014 | Nicolas Roche             | Alejandro Valverde       | Michael Rogers           |          |
| 2015 | Alberto Contador          | Nairo Quintana           | Pierre Latour            |          |
| 2016 | Nairo Quintana            | Marc Soler               | Nicolas Edet             |          |
| 2017 | Silvan Dillier            | Richard Carapaz          | Kenny Elissonde          |          |
| 2018 | Alejandro Valverde        | Daniel Navarro           | Kenny Elissonde          |          |
| 2019 | Alejandro Valverde        | Iván Sosa                | Rigoberto Urán           |          |
| 2020 | Egan Bernal               | Pawieł Siwakow           | Aleksandr Własow         |          |
| 2021 | Antonio Pedrero           | Jesús Herrada            | Óscar Rodríguez          |          |
| 2022 | Michael Woods             | Carlos Rodríguez         | Jesús Herrada            |          |
| 2023 | Michael Woods             | Cristián Rodríguez       | Georg Steinhauser        |          |
| 2024 | odwołany                  | odwołany                 | odwołany                 | odwołany |
| 2025 |                           |                          |                          |          |